# 海滨路街道
海滨路街道，是中华人民共和国河北省秦皇岛市海港区下辖的一个乡镇级行政单位。

## 行政区划
海滨路街道下辖以下地区：
铁路里社区、耀中里社区、耀华社区、南山社区、开滦路社区、吉星里社区和滨海城社区。